# Tończa (powiat sokołowski)
Tończa – wieś w Polsce położona w województwie mazowieckim, w powiecie sokołowskim, w gminie Jabłonna Lacka. Ma status sołectwa.
W latach 1975–1998 miejscowość należała administracyjnie do województwa siedleckiego.
Wierni wyznania rzymskokatolickiego zamieszkali w miejscowości należą do parafii Wniebowzięcia Najświętszej Maryi Panny w Jabłonnie Lackiej.